# Postraub bei der Sihlpost

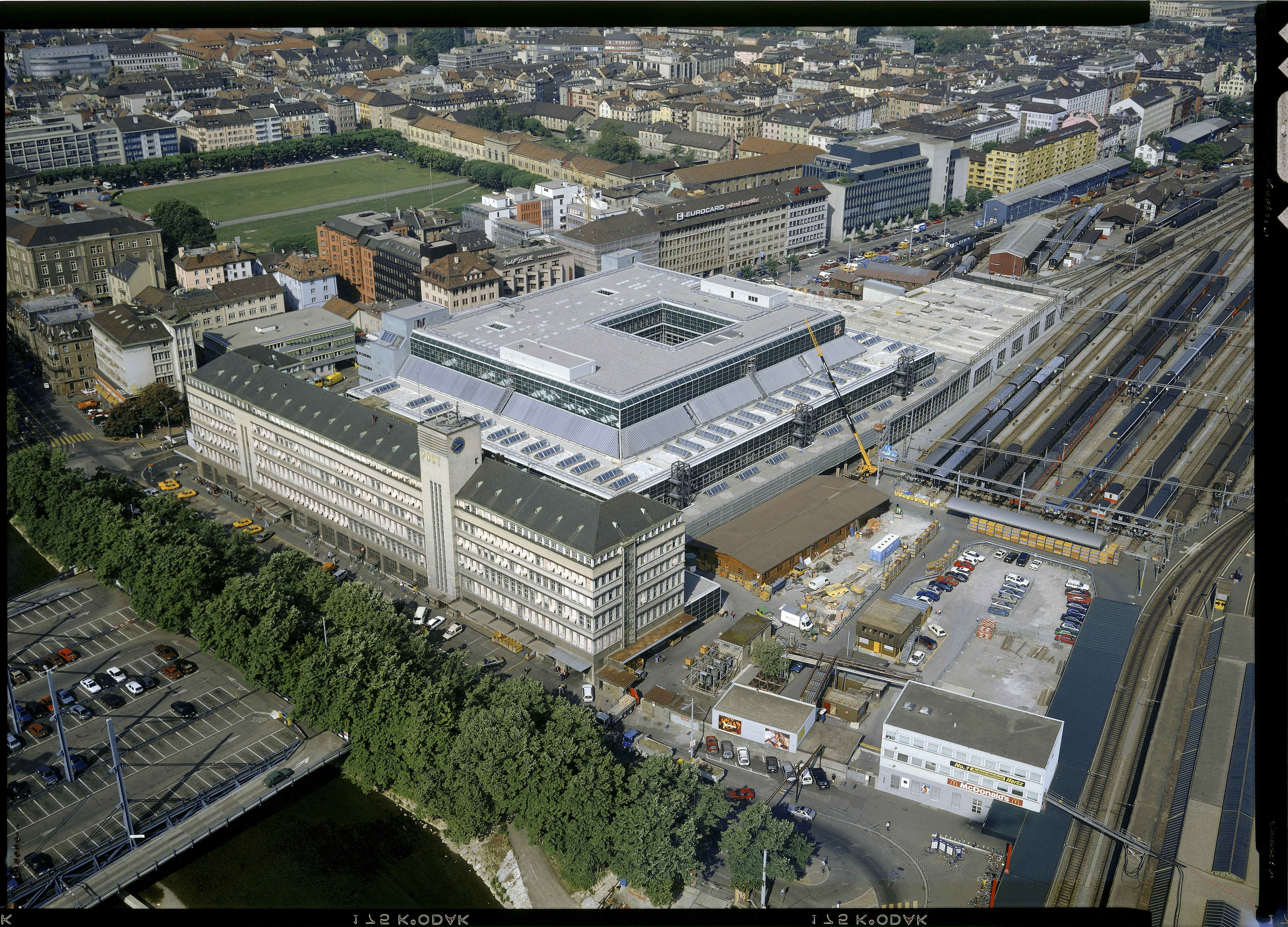
Sihlpost, Mai 1992. Auf dem Areal unten rechts fand der Überfall statt. Heute ist dieses Gelände Teil der Europa-Allee.

Beim Postraub bei der Sihlpost in Zürich raubten fünf maskierte und bewaffnete Männer am 8. Februar 1994 Postsendungen im Wert von fast 14 Millionen Franken. Während der spätere Fraumünster-Postraub von 1997 (mit einer Deliktsumme von 53 Millionen Franken) aufgeklärt werden konnte, ist der Überfall auf dem Gelände der Sihlpost nach wie vor ungeklärt.
Mit dem Postraub nicht zu verwechseln ist der als «Sihlpost-Räuber» bekannt gewordene Einzeltäter, der am 6. Januar 1989 bei der gleichen Post-Niederlassung zwei Säcke mit Wertschriften im Wert von 35 Millionen Franken gestohlen hatte. Es handelte sich dabei um einen Angestellten der Post.

## Tathergang und Beute
Kurz nach 20:30 Uhr drangen die Täter ins Areal der Sihlpost ein und hielten ein Elektrofahrzeug der Schweizerischen Post an. Sie erzwangen sodann die Herausgabe des Schlüssels, um den Anhänger des Fahrzeuges zu öffnen.
Damit fuhren sie zum Ausfahrtstor an der Kasernenstrasse, wo sie die Beute – 19 Säcke mit fast 14 Millionen Franken an Wertgegenständen – Bargeld, Gold, Wertschriften und Schmuck – in ein Fluchtfahrzeug verluden. Die Sendungen hätten im Zürcher Hauptbahnhof in einen Schnellzug Richtung Genf verladen werden sollen. Die zügige und zielgerichtete Durchführung der Tat weist darauf hin, dass die Täter über beachtliches Hintergrundwissen verfügten.
Während die Wertschriften sowie ein Teil des Schmuckes sichergestellt werden konnten, ist das restliche Raubgut nach wie vor verschwunden.

## Ermittlungen
Einige Monate nach der Tat bot ein aus Frankreich stammender Hehler Schmuck und Wertpapiere an, die zum Diebesgut gehörten. Er wurde zu zweieinhalb Jahren Haft verurteilt. Ihm konnte jedoch keine Beteiligung am Raub nachgewiesen werden. Gemäss seiner Aussage fand er das Diebesgut in einem Abfallsack im Kreis 5. Trotz der Überprüfung der rund 550 Sihlpost-Mitarbeiter konnten keine brauchbaren Hinweise ermittelt werden.
Nur von einer Person konnte eine brauchbare Täterbeschreibung angefertigt werden – es handelte sich um jenen Täter, der die Postangestellten beaufsichtigte und stets nur „molto pericoloso“ (italienisch für „sehr gefährlich“) sagte. Experten kamen zum Schluss, dass das Sicherheitskonzept der Post versagt hatte und somit den gut vorbereiteten Tätern ein leichtes Spiel bereitete.
Im Jahr 1996 geschah in Grandvaux VD ein ähnlicher Raub. Wiederum waren fünf maskierte und bewaffnete Männer am Werk, die handstreichartig die Tat verübten und ebenfalls mit einem bereitgestellten Fluchtfahrzeug verschwanden. Auch dieser Postraub ist nach wie vor ungeklärt. Der Sihlpost-Raub ist seit 2009 verjährt.

## Einzelnachweis
1. ↑  Die grössten Coups der letzten 30 Jahre. In: SRF. 24. Mai 2017, abgerufen am 16. März 2019.